# Christoph Metzelder
Christoph Metzelder (Haltern am See, 5 novembre 1980) è un ex calciatore tedesco, di ruolo difensore.

## Carriera

### Club
Esordisce da professionista nel 1999 con il Preußen Münster, piccola società di Münster. L'anno successivo (2000) viene messo sotto contratto dal Borussia Dortmund, che già intuisce le capacità del giovane difensore, e che infatti lo schiera subito titolare. Nel 2001-2002 arriva a vincere Bundesliga con i gialloneri. A metà 2003 subisce un gravissimo infortunio che lo tiene lontano dai campi fino all'autunno 2004. Dopo questo infortunio non è mai tornato ai livelli precedenti.
Dopo essere stato spesso collegato al Real Madrid durante la stagione 2006-2007, il difensore tedesco è passato alla squadra spagnola nell'estate 2007. I tre anni con la squadra castigliana sono contraddistinti, però, da poche presenze e un gran numero di infortuni. Anche un rapporto non buono con il connazionale tecnico Bernd Schuster ha influito in negativo sul suo poco utilizzo.
Il 27 aprile 2010 viene ufficializzato il suo trasferimento allo Schalke 04 a partire dal 1º luglio. Il 16 maggio 2013, dopo un triennio allo Schalke, si ritira dal calcio giocato.

### Nazionale
Dopo essere stato convocato per l'Europeo Under-21 nel 1998, il 15 agosto 2001 esordisce in nazionale maggiore in amichevole contro l'Ungheria.
Con la selezione tedesca ha partecipato ai Mondiali 2002, esperienza conclusasi col secondo posto, ma grazie alla quale Christoph mette in luce le proprie qualità (rischiando di non giocare i quarti contro gli Stati Uniti per un infortunio). Persi gli Europei 2004 a causa dell'infortunio, torna in campo e riesce a riguadagnarsi un posto da titolare per i Mondiali 2006 giocati in casa, in cui viene schierato accanto a Per Mertesacker, venendo rimpiazzato soltanto in un'occasione (ai gironi contro l'Ecuador) da Robert Huth.
Nell'estate del 2008, nonostante il poco spazio trovato in Spagna, fa parte della squadra che partecipa al Campionato europeo in Svizzera ed Austria; nel torneo lui è nuovamente il titolare della retroguardia al fianco di Mertesacker e si classifica al secondo posto perdendo in finale contro la Spagna. Salta però la trasferta sudafricana del Mondiale 2010.

## Controversie
Il 5 settembre 2019 viene messo sotto indagine dalle autorità tedesche con l'accusa di pedopornografia. Il 14 settembre 2020 ha ammesso di essere in possesso di materiale pedopornografico, e il 29 aprile 2021 viene condannato a 10 mesi di libertà vigilata per questo.

## Statistiche

### Presenze e reti nei club
Statistiche aggiornate al 16 maggio 2013
| Stagione                 | Squadra                  | Campionato               | Campionato | Campionato | Coppe nazionali | Coppe nazionali | Coppe nazionali | Coppe continentali | Coppe continentali | Coppe continentali | Altre coppe | Altre coppe | Altre coppe | Totale | Totale |
| Stagione                 | Squadra                  | Comp                     | Pres       | Reti       | Comp            | Pres            | Reti            | Comp               | Pres               | Reti               | Comp        | Pres        | Reti        | Pres   | Reti   |
| ------------------------ | ------------------------ | ------------------------ | ---------- | ---------- | --------------- | --------------- | --------------- | ------------------ | ------------------ | ------------------ | ----------- | ----------- | ----------- | ------ | ------ |
| 1999-2000                | Preußen Münster          | CT                       | 32         | 4          | -               | -               | -               | -                  | -                  | -                  | -           | -           | -           | 32     | 4      |
| Totale Preußen Münster   | Totale Preußen Münster   | Totale Preußen Münster   | 32         | 4          |                 | 0               | 0               |                    | 0                  | 0                  |             |             |             | 32     | 4      |
| 2000-2001                | Borussia Dortmund        | BL                       | 19         | 0          | DFB+DFL         | 2+0             | 0               | -                  | -                  | -                  | -           | -           | -           | 21     | 0      |
| 2001-2002                | Borussia Dortmund        | BL                       | 25         | 0          | DFB+DFL         | 1+2             | 0+0             | UCL+CU             | 4+8                | 0+0                | -           | -           | -           | 40     | 0      |
| 2002-2003                | Borussia Dortmund        | BL                       | 24         | 0          | DFB+DFL         | 1+1             | 0+0             | UCL                | 10                 | 0                  | -           | -           | -           | 36     | 0      |
| 2003-2004                | Borussia Dortmund        | BL                       | 0          | 0          | DFB+DFL         | 0+0             | 0+0             | UCL                | 0                  | 0                  | -           | -           | -           | 0      | 0      |
| 2004-2005                | Borussia Dortmund        | BL                       | 16         | 0          | DFB+DFL         | 0+0             | 0+0             | -                  | -                  | -                  | -           | -           | -           | 16     | 0      |
| 2005-2006                | Borussia Dortmund        | BL                       | 23         | 2          | DFB+DFL         | 1+0             | 0+0             | Int                | 2                  | 0                  | -           | -           | -           | 26     | 2      |
| 2006-2007                | Borussia Dortmund        | BL                       | 19         | 0          | DFB+DFL         | 0+0             | 0+0             | UCL                | 0                  | 0                  | -           | -           | -           | 19     | 0      |
| Totale Borussia Dortmund | Totale Borussia Dortmund | Totale Borussia Dortmund | 126        | 2          |                 | 10              | 0               |                    | 24                 | 0                  |             |             |             | 158    | 2      |
| 2007-2008                | Real Madrid              | PD                       | 9          | 0          | CR              | 1               | 0               | UCL                | 3                  | 0                  | -           | -           | -           | 13     | 0      |
| 2008-2009                | Real Madrid              | PD                       | 12         | 0          | CR              | 2               | 0               | UCL                | 1                  | 0                  | -           | -           | -           | 15     | 0      |
| 2009-2010                | Real Madrid              | PD                       | 2          | 0          | CR              | 1               | 0               | UCL                | 0                  | 0                  | -           | -           | -           | 3      | 0      |
| Totale Real Madrid       | Totale Real Madrid       | Totale Real Madrid       | 23         | 0          |                 | 4               | 0               |                    | 4                  | 0                  |             |             |             | 31     | 0      |
| 2010-2011                | Schalke 04               | BL                       | 32         | 1          | DFB+DFL         | 5+0             | 0+0             | UCL                | 10                 | 0                  | SG          | 1           | 0           | 48     | 1      |
| 2011-2012                | Schalke 04               | BL                       | 16         | 1          | DFB+DFL         | 0+0             | 0+0             | UEL                | 3                  | 0                  | SG          | 0           | 0           | 19     | 1      |
| 2012-2013                | Schalke 04               | BL                       | 4          | 0          | DFB+DFL         | 2+0             | 0+0             | UCL                | 1                  | 0                  | -           | -           | -           | 7      | 0      |
| Totale Schalke 04        | Totale Schalke 04        | Totale Schalke 04        | 52         | 2          |                 | 7               | 0               |                    | 14                 | 0                  |             | 1           | 0           | 74     | 2      |
| Totale carriera          | Totale carriera          | Totale carriera          | 222        | 9          |                 | 19              | 0               |                    | 35                 | 0                  |             | 1           | 0           | 295    | 8      |

### Cronologia presenze e reti in nazionale
| Cronologia completa delle presenze e delle reti in nazionale ― Germania | Cronologia completa delle presenze e delle reti in nazionale ― Germania | Cronologia completa delle presenze e delle reti in nazionale ― Germania | Cronologia completa delle presenze e delle reti in nazionale ― Germania | Cronologia completa delle presenze e delle reti in nazionale ― Germania | Cronologia completa delle presenze e delle reti in nazionale ― Germania | Cronologia completa delle presenze e delle reti in nazionale ― Germania | Cronologia completa delle presenze e delle reti in nazionale ― Germania |
| Data                                                                    | Città                                                                   | In casa                                                                 | Risultato                                                               | Ospiti                                                                  | Competizione                                                            | Reti                                                                    | Note                                                                    |
| ----------------------------------------------------------------------- | ----------------------------------------------------------------------- | ----------------------------------------------------------------------- | ----------------------------------------------------------------------- | ----------------------------------------------------------------------- | ----------------------------------------------------------------------- | ----------------------------------------------------------------------- | ----------------------------------------------------------------------- |
| 15-8-2001                                                               | Budapest                                                                | Ungheria                                                                | 2 – 5                                                                   | Germania                                                                | Amichevole                                                              | -                                                                       | 46’                                                                     |
| 13-2-2002                                                               | Kaiserslautern                                                          | Germania                                                                | 7 – 1                                                                   | Israele                                                                 | Amichevole                                                              | -                                                                       | 78’                                                                     |
| 17-4-2002                                                               | Stoccarda                                                               | Germania                                                                | 0 – 1                                                                   | Argentina                                                               | Amichevole                                                              | -                                                                       |                                                                         |
| 9-5-2002                                                                | Friburgo                                                                | Germania                                                                | 7 – 0                                                                   | Kuwait                                                                  | Amichevole                                                              | -                                                                       |                                                                         |
| 14-5-2002                                                               | Cardiff                                                                 | Galles                                                                  | 1 – 0                                                                   | Germania                                                                | Amichevole                                                              | -                                                                       |                                                                         |
| 18-5-2002                                                               | Leverkusen                                                              | Germania                                                                | 6 – 2                                                                   | Austria                                                                 | Amichevole                                                              | -                                                                       |                                                                         |
| 1-6-2002                                                                | Sapporo                                                                 | Germania                                                                | 8 – 0                                                                   | Arabia Saudita                                                          | Mondiali 2002 - 1º turno                                                | -                                                                       |                                                                         |
| 5-6-2002                                                                | Kashima                                                                 | Germania                                                                | 1 – 1                                                                   | Irlanda                                                                 | Mondiali 2002 - 1º turno                                                | -                                                                       |                                                                         |
| 11-6-2002                                                               | Shizuoka                                                                | Camerun                                                                 | 0 – 2                                                                   | Germania                                                                | Mondiali 2002 - 1º turno                                                | -                                                                       |                                                                         |
| 15-6-2002                                                               | Seogwipo                                                                | Germania                                                                | 1 – 0                                                                   | Paraguay                                                                | Mondiali 2002 - Ottavi di finale                                        | -                                                                       | 60’                                                                     |
| 21-6-2002                                                               | Ulsan                                                                   | Germania                                                                | 1 – 0                                                                   | Stati Uniti                                                             | Mondiali 2002 - Quarti di finale                                        | -                                                                       |                                                                         |
| 25-6-2002                                                               | Seul                                                                    | Germania                                                                | 1 – 0                                                                   | Corea del Sud                                                           | Mondiali 2002 - Semifinale                                              | -                                                                       |                                                                         |
| 30-6-2002                                                               | Yokohama                                                                | Germania                                                                | 0 – 2                                                                   | Brasile                                                                 | Mondiali 2002 - Finale                                                  | -                                                                       |                                                                         |
| 21-8-2002                                                               | Sofia                                                                   | Bulgaria                                                                | 2 – 2                                                                   | Germania                                                                | Amichevole                                                              | -                                                                       | 46’                                                                     |
| 7-9-2002                                                                | Kaunas                                                                  | Lituania                                                                | 0 – 2                                                                   | Germania                                                                | Qual. Euro 2004                                                         | -                                                                       | 33’                                                                     |
| 12-2-2003                                                               | Palma di Maiorca                                                        | Spagna                                                                  | 3 – 1                                                                   | Germania                                                                | Amichevole                                                              | -                                                                       |                                                                         |
| 12-10-2005                                                              | Amburgo                                                                 | Germania                                                                | 1 – 0                                                                   | Cina                                                                    | Amichevole                                                              | -                                                                       |                                                                         |
| 1-3-2006                                                                | Firenze                                                                 | Italia                                                                  | 4 – 1                                                                   | Germania                                                                | Amichevole                                                              | -                                                                       | 46’                                                                     |
| 22-3-2006                                                               | Dortmund                                                                | Germania                                                                | 4 – 1                                                                   | Stati Uniti                                                             | Amichevole                                                              | -                                                                       |                                                                         |
| 27-5-2006                                                               | Friburgo                                                                | Germania                                                                | 7 – 0                                                                   | Lussemburgo                                                             | Amichevole                                                              | -                                                                       |                                                                         |
| 30-5-2006                                                               | Leverkusen                                                              | Germania                                                                | 2 – 2                                                                   | Giappone                                                                | Amichevole                                                              | -                                                                       | 55’                                                                     |
| 2-6-2006                                                                | Mönchengladbach                                                         | Germania                                                                | 3 – 0                                                                   | Colombia                                                                | Amichevole                                                              | -                                                                       |                                                                         |
| 9-6-2006                                                                | Monaco di Baviera                                                       | Germania                                                                | 4 – 2                                                                   | Costa Rica                                                              | Mondiali 2006 - 1º turno                                                | -                                                                       |                                                                         |
| 14-6-2006                                                               | Dortmund                                                                | Germania                                                                | 1 – 0                                                                   | Polonia                                                                 | Mondiali 2006 - 1º turno                                                | -                                                                       | 70’                                                                     |
| 24-6-2006                                                               | Monaco di Baviera                                                       | Germania                                                                | 2 – 0                                                                   | Svezia                                                                  | Mondiali 2006 - Ottavi di finale                                        | -                                                                       |                                                                         |
| 30-6-2006                                                               | Berlino                                                                 | Germania                                                                | 1 – 1 dts (5 – 3 dtr)                                                   | Argentina                                                               | Mondiali 2006 - Quarti di finale                                        | -                                                                       |                                                                         |
| 4-7-2006                                                                | Dortmund                                                                | Germania                                                                | 0 – 2 dts                                                               | Italia                                                                  | Mondiali 2006 - Semifinale                                              | -                                                                       | 56’                                                                     |
| 8-7-2006                                                                | Stoccarda                                                               | Germania                                                                | 3 – 1                                                                   | Portogallo                                                              | Mondiali 2006 - Finale 3º posto                                         | -                                                                       |                                                                         |
| 7-2-2007                                                                | Düsseldorf                                                              | Germania                                                                | 3 – 1                                                                   | Svizzera                                                                | Amichevole                                                              | -                                                                       |                                                                         |
| 24-3-2007                                                               | Praga                                                                   | Rep. Ceca                                                               | 1 – 2                                                                   | Germania                                                                | Qual. Euro 2008                                                         | -                                                                       |                                                                         |
| 2-6-2007                                                                | Norimberga                                                              | Germania                                                                | 6 – 0                                                                   | San Marino                                                              | Qual. Euro 2008                                                         | -                                                                       |                                                                         |
| 6-6-2007                                                                | Amburgo                                                                 | Germania                                                                | 2 – 1                                                                   | Slovacchia                                                              | Qual. Euro 2008                                                         | -                                                                       |                                                                         |
| 22-8-2007                                                               | Londra                                                                  | Inghilterra                                                             | 1 – 2                                                                   | Germania                                                                | Amichevole                                                              | -                                                                       |                                                                         |
| 8-9-2007                                                                | Cardiff                                                                 | Galles                                                                  | 0 – 2                                                                   | Germania                                                                | Qual. Euro 2008                                                         | -                                                                       |                                                                         |
| 12-9-2007                                                               | Colonia                                                                 | Germania                                                                | 3 – 1                                                                   | Romania                                                                 | Amichevole                                                              | -                                                                       | 46’                                                                     |
| 13-10-2007                                                              | Dublino                                                                 | Irlanda                                                                 | 0 – 0                                                                   | Germania                                                                | Qual. Euro 2008                                                         | -                                                                       |                                                                         |
| 17-10-2007                                                              | Monaco di Baviera                                                       | Germania                                                                | 0 – 3                                                                   | Rep. Ceca                                                               | Qual. Euro 2008                                                         | -                                                                       | 46’                                                                     |
| 17-11-2007                                                              | Hannover                                                                | Germania                                                                | 4 – 0                                                                   | Cipro                                                                   | Qual. Euro 2008                                                         | -                                                                       |                                                                         |
| 21-11-2007                                                              | Francoforte                                                             | Germania                                                                | 0 – 0                                                                   | Galles                                                                  | Qual. Euro 2008                                                         | -                                                                       |                                                                         |
| 27-5-2008                                                               | Kaiserslautern                                                          | Germania                                                                | 2 – 2                                                                   | Bielorussia                                                             | Amichevole                                                              | -                                                                       |                                                                         |
| 31-5-2008                                                               | Gelsenkirchen                                                           | Germania                                                                | 2 – 1                                                                   | Serbia                                                                  | Amichevole                                                              | -                                                                       |                                                                         |
| 8-6-2008                                                                | Klagenfurt am Wörthersee                                                | Germania                                                                | 2 – 0                                                                   | Polonia                                                                 | Euro 2008 - 1º turno                                                    | -                                                                       |                                                                         |
| 12-6-2008                                                               | Klagenfurt am Wörthersee                                                | Croazia                                                                 | 2 – 1                                                                   | Germania                                                                | Euro 2008 - 1º turno                                                    | -                                                                       |                                                                         |
| 16-6-2008                                                               | Vienna                                                                  | Austria                                                                 | 0 – 1                                                                   | Germania                                                                | Euro 2008 - 1º turno                                                    | -                                                                       |                                                                         |
| 19-6-2008                                                               | Vienna                                                                  | Portogallo                                                              | 2 – 3                                                                   | Germania                                                                | Euro 2008 - Quarti di finale                                            | -                                                                       |                                                                         |
| 25-6-2008                                                               | Basilea                                                                 | Germania                                                                | 3 – 2                                                                   | Turchia                                                                 | Euro 2008 - Semifinale                                                  | -                                                                       |                                                                         |
| 29-6-2008                                                               | Vienna                                                                  | Germania                                                                | 0 – 1                                                                   | Spagna                                                                  | Euro 2008 - Finale                                                      | -                                                                       |                                                                         |
| Totale                                                                  |                                                                         | Presenze                                                                | 47                                                                      |                                                                         | Reti                                                                    | 0                                                                       |                                                                         |

## Palmarès

### Club
- Campionato tedesco: 1

Borussia Dortmund: 2001-2002
- Campionato spagnolo: 1

Real Madrid: 2007-2008
- Supercoppa di Spagna: 1

Real Madrid: 2008
- Coppa di Germania: 1

Schalke 04: 2010-2011
- Supercoppa di Germania: 1

Schalke 04: 2011

### Individuale
- Trofeo Bravo: 1 (2002)